# Polycyrtus duplaris
Polycyrtus duplaris är en stekelart som beskrevs av Zuniga 2004. Polycyrtus duplaris ingår i släktet Polycyrtus och familjen brokparasitsteklar. Inga underarter finns listade i Catalogue of Life.